# Іовська ГЕС
Іовська ГЕС — гідроелектростанція у Карелії. Знаходячись між Кумською ГЕС (вище по течії) та Княжегубською ГЕС, входить до складу каскаду на річці Ковда, яка впадає до губи Ковда (Кандалакська затока Білого моря). 
В межах проекту річку перекрили земляною греблею висотою 28 метрів та довжиною 350 метрів. створений якою підпір утворив водосховище, котре включило у себе природні водойми Сушозеро, Ругозеро, Соколозеро (знаходились на течії Ковди), Тумчаозеро та Візіярві. Цей резервуар має площу поверхні 294 км2 та об’ємом 2060 млн м3 (корисний об’єм 540 млн м3).   
До сховища перекидається додатковий ресурс із озер Таванд і Толванд (Лохтярві), котрі природним шляхом дренуються річками Кам'яна і Толванд (впадають до Ковдозера, розташованого на течії Ковди нижче за греблю Іовської ГЕС). З  Таванду, в якому створили підпір за допомогою земляної греблі висотою 5 метрів та довжиною 500 метрів, прокладений канал довжиною 5 км до Талванду. На виході з останнього озера також розташована земляна гребля, проте значно більша – висотою 27 метрів та довжиною 1180 метрів. Створений нею підпір дозволив організувати здреновування через водорозділ до озера Оріярві та далі в Іовське водосховище. 
Від греблі про правобережжю прокладено дериваційний канал довжиною 1,4 км, який завершується водозабірною спорудою. З останньої до машинного залу спускаються чотири водоводи довжиною по 40 метрів та діаметром по 5,6 метра, при цьому основне обладнання станції становлять лише два гідроагрегати, кожен з яких живиться через два водоводи. Первісно ГЕС обладнали турбінами типу Каплан потужністю по 40 МВт, які в 1982-1983 роках замінили на пропелерні потужністю по 48 МВт. В 2010-х останні пройшли модернізацію, виконану австрійською компанією Andritz. Турбіни використовують напір у 32 метра та забезпечують виробництво 508 млн кВт-год електроенергії на рік.
Відпрацьована вода повертається у річку по відвідному каналу довжиною 0,5 км.